# Clopton House
Clopton House är ett engelskt country house som ligger i Warwickshire, Midlands i England (i närheten av Stratford-upon-Avon). Herrgården tilldelades släkten Clopton under 1200-talet och 1492 ägdes den av Hugh Clopton, som var Lord Mayor of London. Under sent 1500-tal ägdes Clopton House av Joyce Clopton, dotter till William Clopton, och hennes make Sir George Carew. Då de inte hade några direkta arvingar tog brorsonen Sir John Clopton över ägarskapet för herrgården efter deras död. Senare kom även andra släkter att äga Clopton House, däribland Partheriche, Boothby och Ingram.
1824 sålde släkten Clopton herrgården till släkten Meynells, som 1870 sålde den vidare till George Lloyd vid Welcombe House. Lloyds brorson, Charles Thomas Warde, utökade herrgården med flera byggnader under 1840-talet, däribland Clopton Tower. 1872 köptes Clopton House av Sir Arthur Hodgson och ärvdes senare av hans son Francis H. Hodgson. Efter Hodgsons död 1930 delades herrgården upp.
En av de mer kända personerna att bo där var Ambrose Rookwood, som medverkade i den misslyckade krutkonspirationen 1605. Han flyttade in dit efter mickelsmäss detta år.